# Pieter Omtzigt
Pieter Omtzigt, né le 8 janvier 1974 à La Haye, est un homme politique néerlandais. Membre de l'Appel chrétien-démocrate (CDA) jusqu'en 2021, il siège comme représentant à la Seconde Chambre des États généraux de 2003 à 2025, à l'exception d'un intermède en 2010. En 2023, il lance son propre parti politique, le Nouveau Contrat social (NSC).

## Biographie

### Jeunesse et carrière académique
Né à La Haye, Pieter Omtzigt grandit à Borne, en Overijssel.
En 1996, il est diplômé en économie, statistiques et études européennes de l'université d'Exeter. En 2003, il obtient un doctorat en économie de l'Institut universitaire européen. Durant son doctorat, il travaille notamment pour l'université de l'Insubrie et l'université d'Amsterdam.

### Carrière politique chez les chrétiens-démocrates
À l'occasion des élections législatives de 2003, il est élu à la Seconde Chambre des États généraux sous les couleurs de l'Appel chrétien-démocrate (CDA). Il est constamment réélu depuis, à l'exception d'une brève période de juin à octobre 2010. En effet, le CDA perdant 20 sièges lors des élections législatives de 2010, il doit attendre la nomination de plusieurs parlementaires au premier cabinet de Mark Rutte pour faire son retour à la Seconde Chambre.
En juillet 2020, Pieter Omtzigt est candidat à la direction du CDA. Il arrive en deuxième position du premier tour avec 39,7 % des voix, derrière le vice-Premier ministre et ministre de la Santé, du Bien-être et des Sports Hugo de Jonge (48,7 %). S'il reçoit le soutien de Mona Keijzer, arrivée troisième avec 11,6 %, il est battu de justesse au second tour (49,3 % contre 50,7 %). Quelques mois plus tard, il est désigné vice-président du groupe du CDA à la Seconde Chambre.

### Carrière politique européenne
À partir de 2004, Pieter Omtzigt siège à l'Assemblée parlementaire du Conseil de l'Europe (en tant que suppléant de novembre 2004 à janvier 2010, puis de novembre 2010 à septembre 2019 et de juin 2021 à mai 2025). Il est notamment membre de la commission des questions juridiques et des droits de l'homme et de la commission de la culture, de la science, de l'éducation et des médias.
En 2015, il rédige un rapport sur la surveillance de masse, critiquant ses violations des droits de l'homme. Après l'assassinat de la journaliste maltaise Daphne Caruana Galizia, il est l'auteur d'un rapport critiquant la corruption et le manque d'impartialité du système judiciaire maltais. Le Premier ministre Joseph Muscat l'accuse alors d'avoir produit « un rapport totalement biaisé », mais le fils de la journaliste lui apporte son soutien.

### Scandale des allocations familiales et démission du CDA
À la Seconde Chambre, il joue un rôle important dans la découverte du scandale concernant des allégations de fraudes aux allocations familiales, injustement faites par les services de l'État envers des milliers de familles, qui sont obligées de rembourser des aides pourtant dûment perçues. Ce scandale pousse le troisième cabinet de Mark Rutte à la démission collective en janvier 2021. Il devient alors l'une des personnalités politiques les plus populaires du pays,.
Lors du processus de formation gouvernementale suivant les élections législatives de 2021, il se retrouve malgré lui au cœur d'une polémique née d'une fuite d'informations, après qu'il apparaît que les négociateurs souhaitent lui attribuer un poste « quelque part » pour l'exfiltrer de la scène nationale ou faire taire ses critiques. Face aux réponses contradictoires de Mark Rutte sur le sujet, le CDA et les Démocrates 66 (D66), deux partis pourtant partenaires du Premier ministre, font adopter une motion de défiance contre celui-ci. En dépit des excuses publiques de Mark Rutte, la formation d'un nouveau gouvernement s'en retrouve alors davantage compliquée.
Dans un rapport qui fuite dans les médias en mai 2021, Pieter Omtzigt fait état du manque de soutien de son parti lors du scandale des allocations familiales, certains de ses collègues n'hésitant pas à l'insulter. Il y critique également l'influence des grands donateurs sur la politique. Il est même désigné comme « un psychopathe » par son parti. Quelques jours après la publication du rapport, il annonce quitter le CDA. Alors que son ancien parti dévisse dans les sondages, la presse rappelle que Pieter Omtzigt a reçu plus de 340 000 votes préférentiels lors des dernières élections, suffisants pour obtenir 5 sièges s'il s'était présenté indépendamment du CDA,.

### Création de Nouveau Contrat social
À l'approche des élections législatives anticipées de 2023, alors qu'il est toujours l'une des personnalités les plus populaires du pays, Pieter Omtzigt annonce en août la création d'un nouveau parti, le Nouveau Contrat social (NSC), à la fois qualifié de « protestataire » et « centriste ». L'objectif est alors d'élaborer une liste à présenter aux élections de novembre. Cette annonce rebat les cartes pour ces élections. En effet, avant même la création du parti, des sondages créditaient son hypothétique parti de près de 30 % des voix. Peu après son annonce, le NRC lui consacre un portrait, dans lequel il est décrit comme « un contrôleur rigoureux du pouvoir, quelqu'un qui défend les citoyens », désormais « considéré comme intouchable par sa popularité » dans l'opinion publique.
Comme annoncé, le Nouveau Contrat social effectue une percée dans les sondages, souvent au coude-à-coude pour la première place avec le VVD et l'alliance Parti travailliste-Gauche verte (PvdA-GL),,. La popularité de Pieter Omtzigt pâtit cependant de son indécision à devenir Premier ministre, refusant d'abord ce rôle avant d'envisager prendre la tête d'un gouvernement d'experts. À quelques jours des élections, le NSC est en recul dans les sondages, au profit de l'extrême droite du Parti pour la liberté (PVV) de Geert Wilders,. Le parti obtient finalement 20 sièges, derrière le VVD (24), l'alliance PvdA-GL (25) et surtout le PVV (37). S'il estime le NSC prêt à participer au gouvernement, Pieter Omtzigt exclut toutefois toute coalition avec l'extrême droite, qui s'attaque selon lui à la liberté d'expression et à la liberté de culte.
Le 18 avril 2025, il annonce son départ de la politique, notamment en raison de surmenage, et quitte la direction de son parti, avant d'abandonner son siège de député en mai.

## Prises de position
Lorsqu'il est membre de l'Appel chrétien-démocrate, Pieter Omtzigt appartient à l’aile sociale du parti. Il est souvent qualifié de centriste, proposant des mesures à gauche en matière d'économie et des mesures plus à droite en termes d'immigration. 
Pieter Omtzigt est eurosceptique, bien que membre jusqu'en 2021 d'un parti largement pro-européen. Il se prononce notamment en faveur d'une option de retrait des Pays-Bas concernant les politiques européennes environnementales et migratoires.